# Team NINJA
Team NINJA（チームニンジャ）は、コーエーテクモゲームス（旧テクモ）のコンピュータゲームを開発する社内チーム。主にアクションゲームを開発し、代表作に『デッド オア アライブ シリーズ』と『NINJA GAIDEN』シリーズがある。
チーニンの略称でも呼ばれる。開発したタイトルには年齢制限の高いものが多い。

## 歴史
最初の作品は、1996年にアーケードゲームとしてリリースされた格闘ゲーム『デッド オア アライブ』。女性キャラクターの魅力を前面に打ち出したこの作品は、テクモの主力製品としての地位を確立させた。Team NINJAの製作した同シリーズはアーケードゲームのみならず、家庭用ゲームとしても多くのシリーズ作品が発売されている。
また、Team NINJAは、2004年に1995年以来休止していた同社のゲームシリーズ『忍者龍剣伝』を復活させ、名称を日本国外の名称で発売されていた『NINJA GAIDEN』に統一し、Xbox向けに発売した。日本ではあまり振るわなかったものの、国外ではゲーム情報ウェブサイトで2004年のハード別最優秀アクションゲーム賞に選ばれた。
『デッド オア アライブ』『NINJA GAIDEN』の両シリーズは、統括部長を務めていた板垣伴信の指揮の下、XboxとXbox 360向けの独占タイトルとして供給されていた。一方で、板垣が関わらずに開発されたとする『NINJA GAIDEN Σ』が2007年に発売されている。また、翌年にはニンテンドーDSにも、早矢仕洋介をプロデューサー兼ディレクターとして『NINJA GAIDEN Dragon Sword』が発売されている。
しかし2008年に、板垣がテクモに対して賃金（成功報酬）未払いと名誉毀損を理由に訴訟（テクモ#訴訟を参照）を起こしたと発表。板垣の声明文には7月1日にテクモを自主退職するとも書かれていたが、それを待たずして6月18日にテクモより解雇された。板垣はこれを不当解雇として、訴訟の賠償請求額を引き上げた。この裁判は2010年2月に、和解により解決した。
テクモはTeam NINJA創設者である板垣伴信の退社に追随して数十名が退社するとの海外の一部メディアにおける報道に対して主要な人材の流出はないと発表した。しかし、およそ一年後の2009年5月に報道された板垣らへのインタビューによると、Team NINJAスタッフのうち『NINJA GAIDEN 2』を制作したプロデューサーの岡本好古やディレクターの江原克則、松井宏明らを含む数十名以上が既にテクモを退社しており、板垣と共に新しい開発チーム（当時の仮称は「東京バイキング」）を設立したと明らかにしている。その後、2010年3月になって板垣の所属する新会社ヴァルハラゲームスタジオの存在が正式発表された。
板垣の後任の統括部長には長谷川仁が就いたが、遅くとも2009年3月時点で早矢仕洋介がチームリーダーとなっている。2010年には任天堂発売の『メトロイド アザーエム』(Wii) を開発した。2011年には『デッド オア アライブ ディメンションズ』、2012年には『NINJA GAIDEN 3』『デッド オア アライブ5』が発売された。

## 開発タイトル
括弧内は日本における発売年月と対応機種

### デッド オア アライブ
格闘ゲーム。企画発案は江原克則であり、江原は板垣と共にシリーズを通してディレクターを務めた。
- デッド オア アライブ（1996年11月、アーケード）
  - デッド オア アライブ（1997年10月、セガサターン）
  - デッド オア アライブ（1998年3月、PlayStation）
  - デッド オア アライブ++（1998年10月、アーケード）
- デッド オア アライブ2（1999年11月、アーケード）
  - デッド オア アライブ2 ミレニアム（2000年1月、アーケード）
  - デッド オア アライブ2（2000年3月、PlayStation 2）
  - デッド オア アライブ2（2000年9月、ドリームキャスト）
  - DOA2 HARD・CORE（2000年12月、PlayStation 2）
  - デッド オア アライブ アルティメット（2004年11月、Xbox）
- デッド オア アライブ3（2002年2月、Xbox）
- デッド オア アライブ4（2005年12月、Xbox 360）
  - デッド オア アライブ ディメンションズ（2011年5月、ニンテンドー3DS）
- デッド オア アライブ5（2012年9月、PlayStation 3・Xbox 360）
  - デッド オア アライブ5+（2013年3月、PS Vita）
  - デッド オア アライブ5 アルティメット（2013年9月、PlayStation 3・Xbox 360）
  - デッド オア アライブ5 アルティメット アーケード（2013年12月、アーケード）
  - デッド オア アライブ5 ラストラウンド（2015年2月、PlayStation 4・PlayStation 3・Xbox One・Xbox 360 / 2015年3月、Steam）
- デッド オア アライブ6（2019年3月、PlayStation 4・Xbox One・Steam）

### デッド オア アライブ エクストリーム
本編である格闘ゲームのデッド オア アライブのキャラクターが登場するスピンオフ作品。
- デッド オア アライブ エクストリーム ビーチバレーボール（2003年1月、Xbox）
- デッド オア アライブ エクストリーム2（2006年11月、Xbox 360）
- デッド オア アライブ パラダイス（2010年4月、PSP）
- デッド オア アライブ エクストリーム3
  - デッド オア アライブ エクストリーム3 フォーチュン（2016年2月、PlayStation 4）
  - デッド オア アライブ エクストリーム3 ヴィーナス（2016年2月、PS Vita）
  - デッド オア アライブ エクストリーム3 スカーレット（2019年3月、PlayStation 4・Nintendo Switch）
- デッド オア アライブ エクストリーム ヴィーナス バケーション（2017年11月、Windows・macOS）

### NINJA GAIDEN
『忍者龍剣伝』を蘇らせた3Dアクションゲーム。1・2は板垣伴信がプロデュースし、Σ系と3は早矢仕洋介がプロデューサーを務める。
- NINJA GAIDEN（2004年3月、Xbox）
  - NINJA GAIDEN BLACK（2005年9月、Xbox）
  - NINJA GAIDEN Σ（2007年6月、PlayStation 3）
  - NINJA GAIDEN Σ PLUS（2012年2月、PlayStation Vita）
- NINJA GAIDEN Dragon Sword（2008年3月、Nintendo DS）
- NINJA GAIDEN 2（2008年6月、Xbox 360）
  - NINJA GAIDEN Σ2（2009年10月、PlayStation 3）
  - NINJA GAIDEN Σ2 PLUS（2013年3月、PlayStation Vita）
  - NINJA GAIDEN 2 BLACK（2025年1月、PlayStation 5、Xbox Series X/S、Steam）
- NINJA GAIDEN 3（2012年3月、PlayStation 3・Xbox 360）
  - NINJA GAIDEN 3 Razor's Edge（2012年12月、Wii U / 2013年4月、PlayStation 3・Xbox 360）
- YAIBA: NINJA GAIDEN Z（2014年3月、PlayStation 3・Xbox 360・Steam）
- NINJA GAIDEN MASTER COLLECTION（2021年6月、PlayStation 4・Nintendo Switch・Xbox One・Steam）
- NINJA GAIDEN 4（2025年、PlayStation 5、Xbox Series X/S、Steam）

### その他のタイトル
- メトロイド アザーエム（2010年9月、Wii、任天堂発売）
  - 任天堂・『メトロイドシリーズ』の作品。
- ゼルダ無双 / ゼルダ無双 ハイラルオールスターズ / ゼルダ無双 ハイラルオールスターズ DX（2014年8月、Wii U / 2016年1月、3DS / 2018年3月、Nintendo Switch）
  - 任天堂・『ゼルダの伝説シリーズ』のコラボレーション作品。オメガフォースとの共同開発。
- ディシディア ファイナルファンタジー / ディシディア ファイナルファンタジー NT（2015年11月、アーケード / 2018年1月、PlayStation 4、スクウェア・エニックス発売）
  - PSPで展開されていた同名の対戦アクションシリーズをアーケード向けに刷新した作品。FFシリーズ初のアーケードゲームとなった。
- ディシディア ファイナルファンタジー オペラオムニア（2017年2月、iOS・Android、スクウェア・エニックス発売）
  - AC版『ディシディア ファイナルファンタジー』と世界観を共有するスマートフォン用ゲーム。同スタジオ初のアプリゲーム。
- 仁王（2017年2月、PlayStation 4 / 2017年11月、Steam / 2021年2月、PlayStation 5）
  - 元はコーエーがPS3のロンチソフトとして2005年5月に発表をしたが[7]開発が難航し、コーエーテクモの経営統合後の2010年にTeam NINJA製作で作り直すことになり[8]、2015年にPS4へのハード変更が発表された[9]。
- 仁王2（2020年3月、PlayStation 4 / 2021年2月、PlayStation 5・Steam）
  - 2020年にPS4版が発売され、その後3つのDLCが同梱された『仁王2 Complete Edition』としてPlayStation 5・Steamでも発売された。
- ファイアーエムブレム無双（2017年9月、3DS・Nintendo Switch）
  - 任天堂・『ファイアーエムブレムシリーズ』のコラボレーション作品。オメガフォースとの共同開発。
- MARVEL ULTIMATE ALLIANCE 3: The Black Order（2019年7月、Nintendo Switch）
- ストレンジャー オブ パラダイス ファイナルファンタジー オリジン（2022年3月、PlayStation 5 / PlayStation 4 / Xbox Series X|S / Xbox One / PC、スクウェア・エニックス発売）
- Wo Long: Fallen Dynasty（2023年3月、PlayStation 5 / PlayStation 4 / Xbox Series X|S / Xbox One / PC）
- レスレリアーナのアトリエ 〜忘れられた錬金術と極夜の解放者〜（2023年9月、iOS・Android）
  - アトリエシリーズのアプリタイトル。ガスト・アカツキゲームスとの共同開発。
- Rise of the Ronin（2024年3月22日[10]、PlayStation 5）

## スタッフ
- 安田文彦（Team NINJA ブランド長、『仁王2』プロデューサー&ディレクター）[11]
- 早矢仕洋介（チームリーダー、『NINJA GAIDEN Σ』ディレクター）
- 齊藤豊（『NINJA GAIDEN Dragon Sword』アートディレクター）

## かつて在籍していたスタッフ

### 板垣ゲームズ
- 板垣伴信（Team NINJA創設者。初代リーダー）

### ヴァルハラゲームスタジオ
- 松井宏明（『デッド オア アライブ』『デッド オア アライブ2』『デッド オア アライブ3』『デッド オア アライブ アルティメット』『デッド オア アライブ4』『NINJA GAIDEN』『NINJA GAIDEN 2』ディレクター）

### 角川ゲームス
- 長谷川仁（二代 統括部長）

### ソレイユ
- 岡本好古（元 副部長、『NINJA GAIDEN 2』プロデューサー）
- 江原克則（『デッド オア アライブ』『デッド オア アライブ2』『デッド オア アライブ3』『デッド オア アライブ アルティメット』『デッド オア アライブ4』『NINJA GAIDEN』『NINJA GAIDEN 2』ディレクター）